# معركة البكيرية
معركة البكيرية هي معركة حدثت في 15 يونيو 1904 بين قوات إمارة آل رشيد بقيادة عبدالعزيز بن متعب آل رشيد وبين قوات إمارة نجد بقيادة عبد العزيز بن عبد الرحمن بن فيصل آل سعود، في سبيل تأسيس المملكة العربية السعودية، وانتهت المعركة بانتصار إمارة نجد وأهل القصيم.

## أسباب المعركة
علم عبدالعزيز بن متعب بن رشيد بانتصارات ابن سعود في القصيم  وهو في العراق يستمد العون من الدولة العثمانية ويستثير قبيلة شمر لنجدته فاشتد غضبه، خاصة على أهل القصيم الذين ساعدوا الأمير عبدالعزيز بن عبدالرحمن آل سعود وكان ولاؤهم لآل سعود 

## ما قبل المعركة
أمدت الدولة العثمانية ابن رشيد بعدد كبير من الجند النظامين بأسلحتهم الحديثة من المدافع وكميات كبيرة من المؤن، وقدّر عدد الجنود المدد بنحو ألف وخمسمائة جندي أغلبهم من الشام والعراق يعملون في الجيش العثماني ، وقام ابن رشيد بمصادرة ما وجد من إبل العقيلات القصيميين الذين كانوا يجوبون البلاد للتجارة بين العراق والشام ومصر وشبه الجزيرة العربية وحمَّل عليها قسماً كبيراً مما حصل عليه من أطعمة ومؤن وأسلحة نقلها من العراق إلى نجد، وأسرع  إلى القصيم بمن اجتمع لديه من البدو، خاصة من قبيلة شمر، وفئات من الحضر والجيش النظامي العثماني  يريد القضاء على ابن سعود، أو على الأقل إخراجه من القصيم ، والتحق به ماجدبن حمود بن رشيد ومن معه، ووصلوا إلى بلدة القصيباء ومنها إلى الشيحية بالقرب من البكيرية ، وإزاء هذه الجموع استنهض الأمير عبدالعزيز بن عبدالرحمن آل سعود وهو في بريدة أهل البادية والحاضرة ليجتمعوا عنده، وبلغ عدد الوافدين عليه عدة آلاف من المحاربين  خرج بهم من بريدة ونزل البكيرية في مواجهة خصمه 

## المعركة
وكانت خطة الأمير عبدالعزيز أن يقسم جيشه إلى قسمَين، قسم بقيادته يضم أهل العارض وجنوبي القصيم  خصصه لملاقاة جموع قبيلة شمر وابن رشيد ، والقسم الثاني يضم أهل القصيم وقبائل مطير وعتيبة خصصهم لملاقاة الجيش العثماني النظامي
نشب القتال بين الطرفَين، ورجحت كفة ابن رشيد في بداية المعركة، إذ ركز نيران مدافعه ضد القسم الذي يقوده الأمير عبد العزيز مما ألحق به خسائر بشرية كبيرة وأرهق قواته، ومع آخر النهار، فضلاً عن جرح يده اليسرى بشظية، اضطر ابن سعود إلى التراجع إلى جهة بلدة المذنب ، ولكن أهل القصيم لم يعلموا بأن القسم الآخر من الجيش قد انهزم، وحققوا تقدماً ضد الجنود النظاميين المحاربين في صفوف ابن رشيد فحولوا الهزيمة إلى نصر وأسروا عدداً من أولئك الجنود وغنموا بعض المدافع وعادوا إلى البكيرية مع الليل، وعلى الرغم من ذلك فإن قوات ابن رشيد ظلت متماسكة وثابتة لما أدرك أهل القصيم أنهم لا يزالون معرضين لخطر ابن رشيد غادروا البكيرية عائدين إلى بلدانهم حاملين معهم ما خف من الغنائم وتركوا الأسرى والمدافع وراءهم
وصل الأمير عبد العزيز مع أتباعه إلى ما بعد بلدة المذنب ولما وصلته الأخبار بانتصار أهل القصيم على جيش ابن رشيد قدم إلى عنيزة في اليوم التالي للمعركة واستعاد قوته، وتوافدت عليه جموع من بوادي عتيبة ومطير فتجمع لديه في ستة أيام اثنا عشر ألف مقاتل
وفي الوقت نفسه عاد ابن رشيد من الشيحية التي تجمعت فيها فلوله ورجع إلى البكيرية بعد أن علم بانسحاب أهل القصيم منها، ومن هناك انطلق إلى بلدة الخَبْراء ، ولكن أبى أهلها أن يعلنوا له الطاعة فأمر بقطع النخيل وقذف البلدة بالمدافع، وعمد الأمير عبدالعزيز آل سعود للعودة إلى البكيرية للسيطرة عليها وعلم ابن رشيد بذلك فسارع إلى إرسال سرية بقيادة سلطان الحمود بن رشيد اصطدمت بخيالة ابن سعود عند الفجر فانهزمت سرية ابن رشيد ودخل الأمير عبد العزيز بن عبد الرحمن البكيرية وفتك بالحامية الرشيدية فيها واستولى على المستودعات التي رتبها ابن رشيد، ثم تعقب جيش ابن رشيد الذي ارتحل من بلدة الخَبْراء إلى الشنانة واتخذ منها معسكراً له وتمركزت قوات الأمير عبد العزيز بن سعود في الرس